# Rallye du Portugal 2018
Le Rallye du Portugal 2018 est le 6e rallye du Championnat du monde des rallyes 2018 et la 52e édition de l’épreuve. Il se déroule sur 20 épreuves spéciales. Il est remporté par le duo belge Thierry Neuville et Nicolas Gilsoul.

## Engagés
| no            | Engagé                      | Pilote                   | Copilote               | Voiture               | Pneus |
| ------------- | --------------------------- | ------------------------ | ---------------------- | --------------------- | ----- |
| Engagés WRC   |                             |                          |                        |                       |       |
| 1             | M-Sport Ford WRT            | Sébastien Ogier          | Julien Ingrassia       | Ford Fiesta WRC       | M     |
| 2             | M-Sport Ford WRT            | Elfyn Evans              | Daniel Barritt         | Ford Fiesta WRC       | M     |
| 3             | M-Sport Ford WRT            | Teemu Suninen            | Mikko Markkula         | Ford Fiesta WRC       | M     |
| 4             | Hyundai Shell Mobis WRT     | Andreas Mikkelsen        | Anders Jæger-Synnevaag | Hyundai i20 Coupe WRC | M     |
| 5             | Hyundai Shell Mobis WRT     | Thierry Neuville         | Nicolas Gilsoul        | Hyundai i20 Coupe WRC | M     |
| 6             | Hyundai Shell Mobis WRT     | Hayden Paddon            | Sebastian Marshall     | Hyundai i20 Coupe WRC | M     |
| 7             | Toyota Gazoo Racing WRT     | Jari-Matti Latvala       | Miikka Anttila         | Toyota Yaris WRC      | M     |
| 8             | Toyota Gazoo Racing WRT     | Ott Tänak                | Martin Järveoja        | Toyota Yaris WRC      | M     |
| 9             | Toyota Gazoo Racing WRT     | Esapekka Lappi           | Janne Ferm             | Toyota Yaris WRC      | M     |
| 10            | Citroën Total Abu Dhabi WRT | Kris Meeke               | Paul Nagle             | Citroën C3 WRC        | M     |
| 11            | Citroën Total Abu Dhabi WRT | Craig Breen              | Scott Martin           | Citroën C3 WRC        | M     |
| 12            | Citroën Total Abu Dhabi WRT | Mads Østberg             | Torstein Eriksen       | Citroën C3 WRC        | M     |
| 16            | Hyundai Shell Mobis WRT     | Dani Sordo               | Carlos del Barrio      | Hyundai i20 Coupe WRC | M     |
| 21            | Yazeed Racing               | Yazeed Al-Rajhi          | Michael Orr            | Ford Fiesta RS WRC    | M     |
| Engagés WRC-2 |                             |                          |                        |                       |       |
| 31            | Škoda Motorsport            | Pontus Tidemand          | Jonas Andersson        | Škoda Fabia R5 (en)   | M     |
| 32            | Gus Greensmith              | Gus Greensmith           | Craig Parry            | Ford Fiesta R5        | M     |
| 33            | Pedro Heller                | Pedro Heller             | Pablo Olmos            | Ford Fiesta R5        | M     |
| 34            | Tommi Mäkinen Racing        | Takamoto Katsuta         | Marko Salminen         | Ford Fiesta R5        | P     |
| 35            | Hyundai Motorsport          | Jari Huttunen            | Antti Linnaketo        | Hyundai i20 R5        | M     |
| 36            | ACI Team Italia             | Fabio Andolfi            | Simone Scattolin       | Škoda Fabia R5 (en)   | P     |
| 37            | Printsport                  | Łukasz Pieniążek         | Przemysław Mazur       | Škoda Fabia R5 (en)   | M     |
| 38            | Nil Solans                  | Nil Solans               | Miquel Ibañez Sotos    | Ford Fiesta R5        | D     |
| 39            | BRC Racing Team             | Pierre-Louis Loubet      | Vincent Landais        | Hyundai i20 R5        | M     |
| 40            | Tommi Mäkinen Racing        | Hiroki Arai              | Glenn MacNeall         | Ford Fiesta R5        | M     |
| 41            | Kevin Abbring               | Kevin Abbring            | Pieter Tsjoen          | Ford Fiesta R5        | P     |
| 42            | Citroën Total Rallye Team   | Stéphane Lefebvre        | Gabin Moreau           | Citroën C3 R5         | M     |
| 43            | Škoda Motorsport            | Juuso Nordgren           | Tapio Suominen         | Škoda Fabia R5 (en)   | M     |
| 44            | Max Vatanen                 | Max Vatanen              | Christopher Guieu      | Hyundai i20 R5        | M     |
| 45            | Castrol Ford Team Türkiye   | Murat Bostanci           | Onur Vatansever        | Ford Fiesta R5        | P     |
| 46            | Simone Tempestini           | Simone Tempestini        | Sergiu Itu             | Ford Fiesta R5        | P     |
| 47            | Motorsport Italia           | Beníto Guerra            | Borja Rozada           | Škoda Fabia R5 (en)   | P     |
| Engagés WRC-3 |                             |                          |                        |                       |       |
| 61            | Denis Rådström              | Denis Rådström           | Johan Johansson        | Ford Fiesta R2T       | P     |
| 62            | Équipe de France FFSA Rally | Jean-Baptiste Franceschi | Romain Courbon         | Ford Fiesta R2T       | P     |
| 63            | Emil Bergkvist              | Emil Bergkvist           | Joakim Sjöberg         | Ford Fiesta R2T       | P     |
| 64            | Terry Folb                  | Terry Folb               | Kevin Bronner          | Ford Fiesta R2T       | P     |
| 65            | Callum Devine               | Callum Devine            | Brian Hoy              | Ford Fiesta R2T       | P     |
| 66            | ADAC Sachsen                | Julius Tannert           | Jürgen Heigl           | Ford Fiesta R2T       | P     |
| 67            | OT Racing                   | Ken Torn                 | Kuldar Sikk            | Ford Fiesta R2T       | P     |
| 68            | ACI Team Italia             | Luca Bottarelli          | Manuel Fenoli          | Ford Fiesta R2T       | P     |
| 69            | Emilio Fernández            | Emilio Fernández         | Joaquin Riquelme       | Ford Fiesta R2T       | P     |
| 70            | Castrol Ford Team Turkiye   | Bugra Banaz              | Burak Erdener          | Ford Fiesta R2T       | P     |
| 71            | Holder Brothers Racing      | David Holder             | Jason Farmer           | Ford Fiesta R2T       | P     |
| 72            | Tom Williams                | Tom Williams             | Phil Hall              | Ford Fiesta R2T       | P     |
| 73            | ACI Team Italia             | Enrico Oldrati           | Danilo Fappani         | Ford Fiesta R2T       | P     |
| 74            | Umberto Accornero           | Umberto Accornero        | Maurizio Barone        | Ford Fiesta R2T       | P     |
| Source:       |                             |                          |                        |                       |       |

## Déroulement de l’épreuve

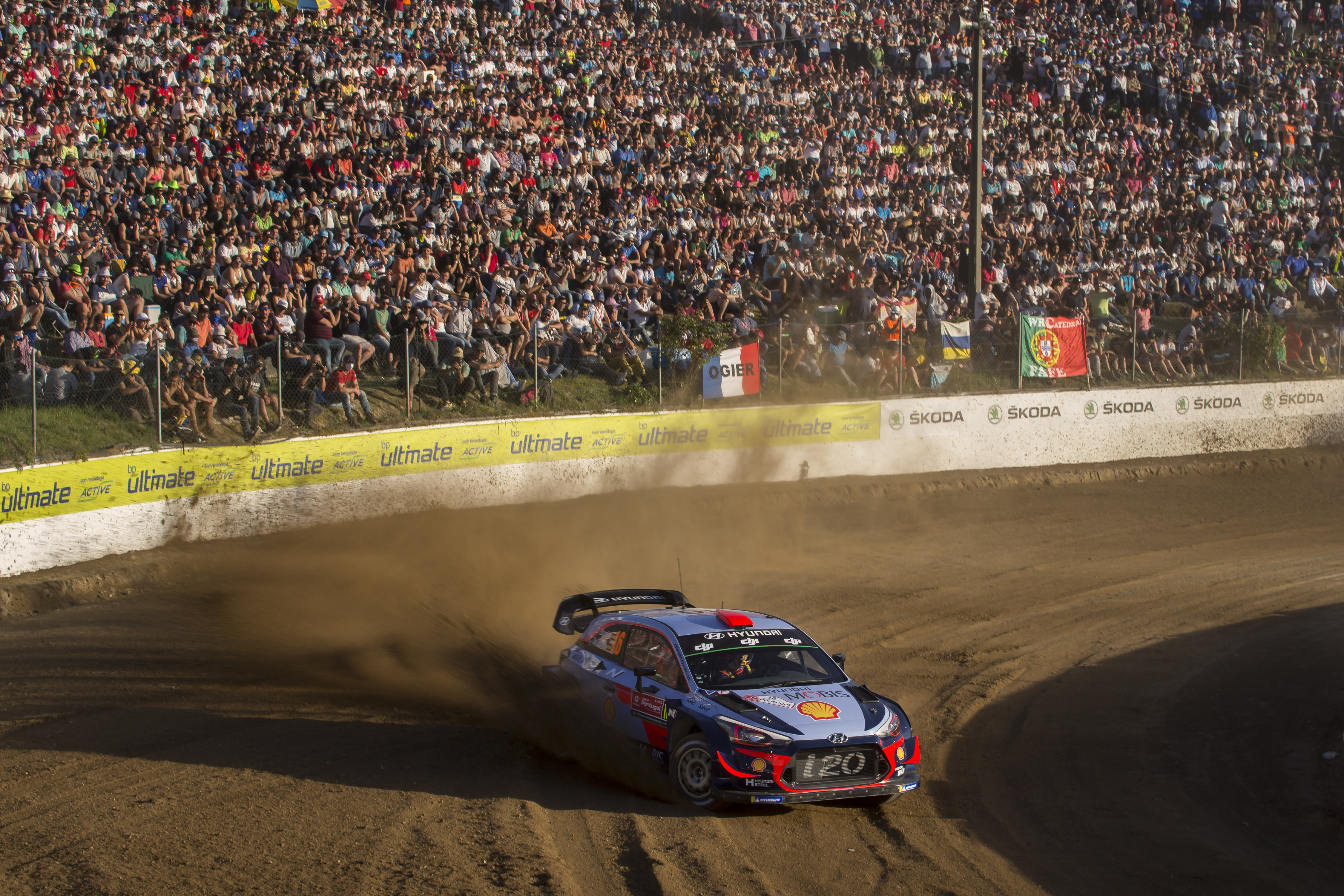
Dani Sordo durant la première spéciale sur une piste de rallycross.

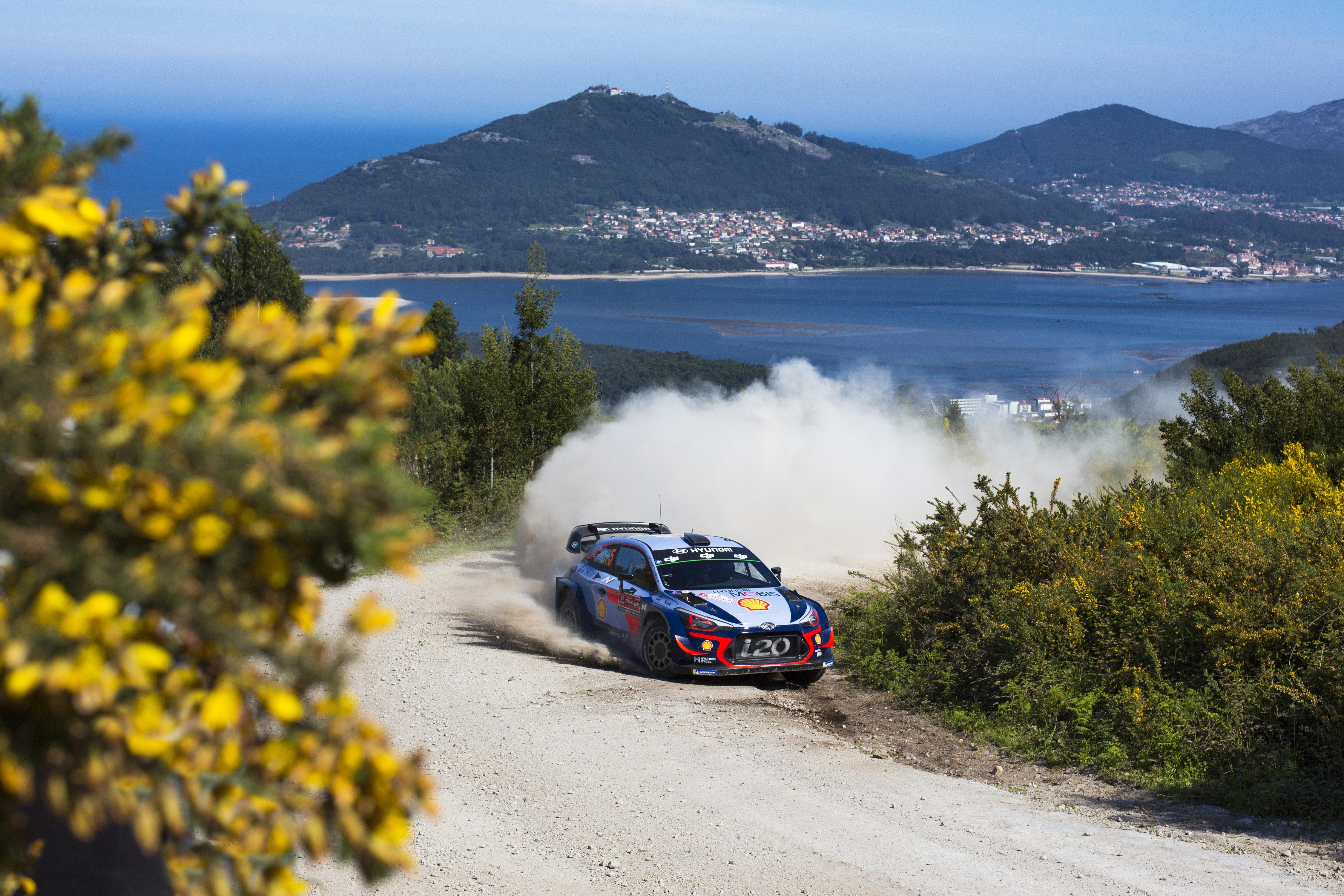
Thierry Neuville durant le rallye.

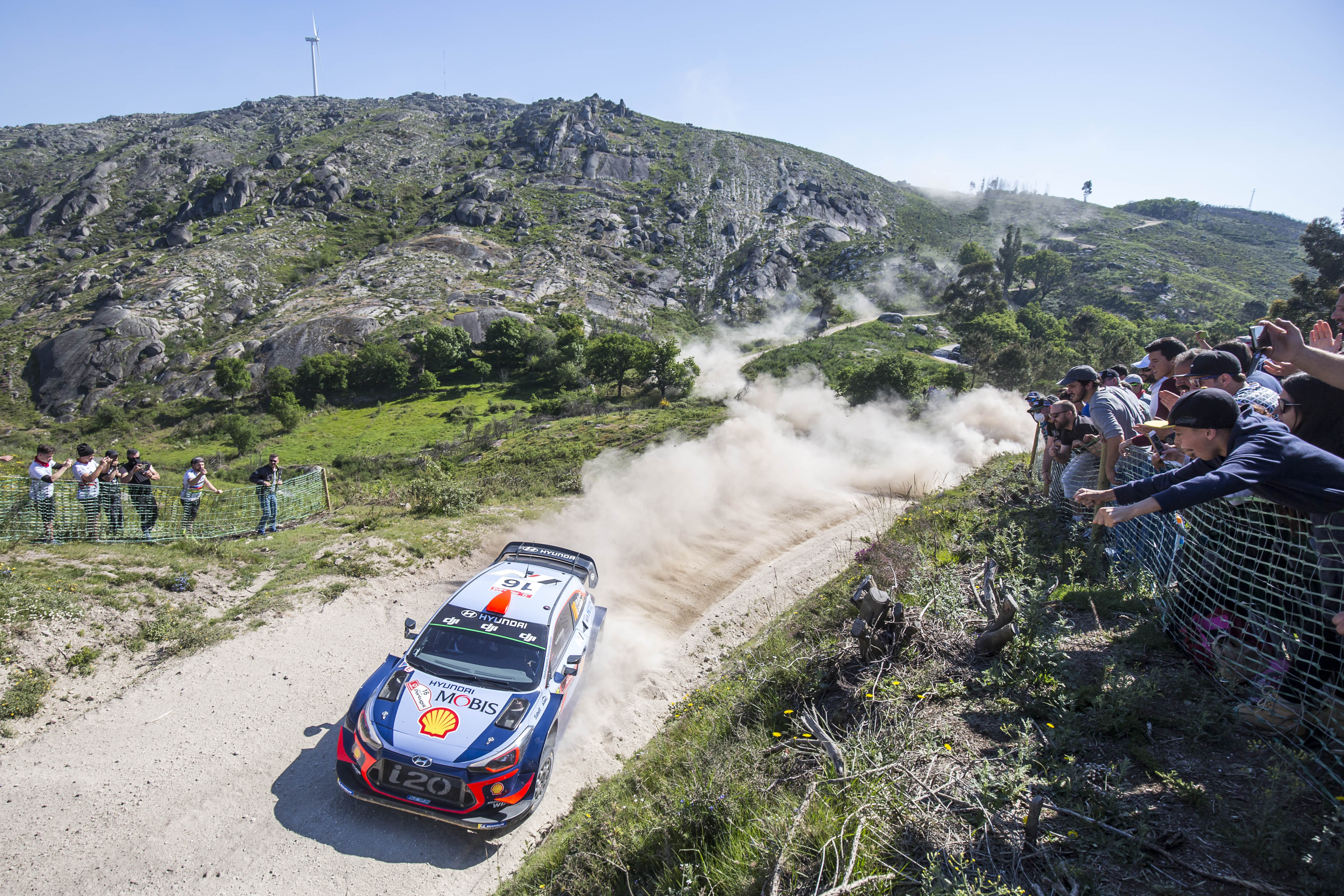
Dani Sordo le dimanche matin.

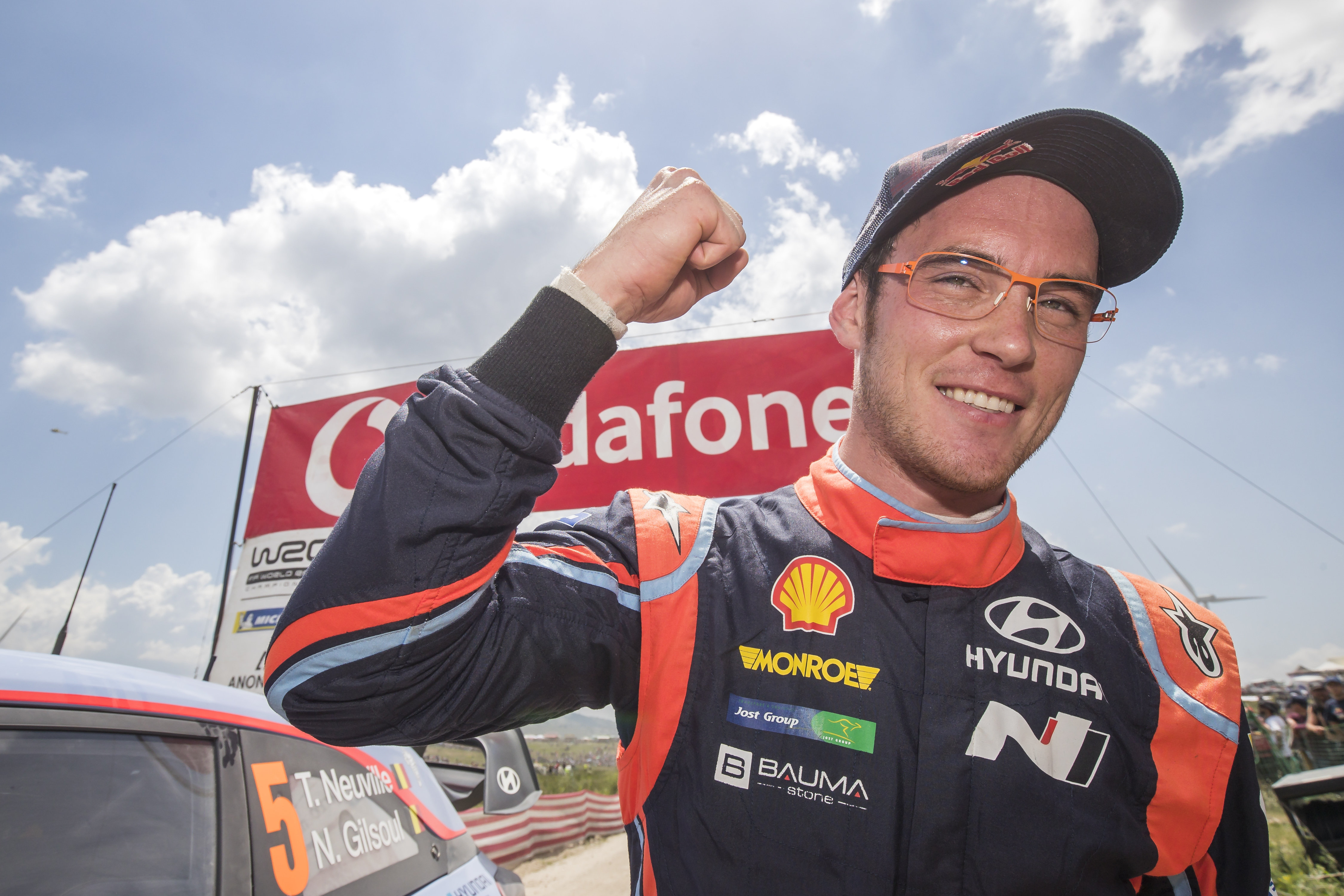
Thierry Neuville, ici en vainqueur de l’épreuve.

Ce 52e rallye du Portugal est doté de l'un des meilleurs plateaux de la saison avec 14 WRC au départ.
Après une première spéciale sur une piste de rallycross à Lousada, la journée de vendredi se déroule sur les chemins du Minho, la province la plus septentrionale du Portugal. Elle est riche en événements, avec tout d'abord les Toyota, bien que sortant d'un rallye d'Argentine victorieux grâce à Tänak, qui tombent les premières. Celle de l'Estonien tout d'abord après avoir décollé sur une pierre située sur la piste, puis celle de Jari-Matti Latvala qui casse sa suspension en passant lui aussi sur une pierre.
La victime suivante n'est autre que le quintuple champion du monde en titre et meneur du championnat jusqu'alors Sébastien Ogier. Dans la première spéciale de la boucle de l'après-midi, disputée sur un terrain très creusé, un impact a fait casser le bras inférieur de suspension, impliquant une sortie de piste dans les arbres au virage suivant. Du côté des Citroën, Meeke et Breen connaissent chacun une crevaison, tandis que pour les Hyundai, Sordo est en difficulté avec ses pneus tendres, Mikkelsen subit des soucis de direction tandis que Paddon, pour sa deuxième manche de la saison après la Suède, part en tonneaux et est transporté à l'hôpital pour des contrôles de routine.
À l'issue de cette journée mouvementée, le classement est dominé par Thierry Neuville, seul pilote Hyundai qui traverse cette journée sans embûches, suivi par Elfyn Evans pointé à 17 s 7.
Le lendemain, la boucle matinale voit Thierry Neuville s'appliquer à augmenter son avance mais elle est surtout marquée par la violente sortie de piste de Kris Meeke. Sa C3 est partie en travers de l'arrière dans une courbe rapide et a terminé sa course dans des arbres. Pierre Budar, directeur du Citroën Racing, déclare à ce sujet que « c'est le plus gros accident que j'aie jamais vu et les personnes qui sont chez Citroën depuis longtemps ont dit qu'il avait été énorme ».
L'après midi, Teemu Suninen parvient à réduire l'écart sur Daniel Sordo alors troisième, tandis que du côté du WRC-2, Pontus Tidemand effectue un retour renversant avoir été retardé par une crevaison la veille, à tel point qu'il prend la tête du rallye lors de l'ultime spéciale de la journée et ne la lâchera plus jusqu'au terme du rallye.
Le dimanche, Teemu Suninen parvient à dépasser Daniel Sordo et ainsi monter sur le podium. La super spéciale, du fait de l’amélioration de la piste au fur et à mesure des passages, délivre les points supplémentaires aux cinq derniers équipages à s'élancer. Remportée par Esapekka Lappi devant Thierry Neuville, ce dernier n'empoche pas le maximum de points possibles, mais avec 29 points engrangés contre aucun pour Sébastien Ogier, il ravit la tête du championnat à ce dernier. 19 unités séparent désormais les deux pilotes, tandis que le troisième, Ott Tänak, pénalisé par son abandon, accuse 47 points de retard sur Neuville.
Le jeudi suivant, le Citroën Racing annonce remercier le duo Kris Meeke et Paul Nagle pour la suite de la saison, l’équipe mentionnant les « trop fréquentes sorties de route dont certaines, particulièrement violentes, auraient pu avoir de lourdes conséquences pour la sécurité de l’équipage alors que la prise de risque n’était pas justifiée par des enjeux sportifs ».

## Résultats

### Classement final

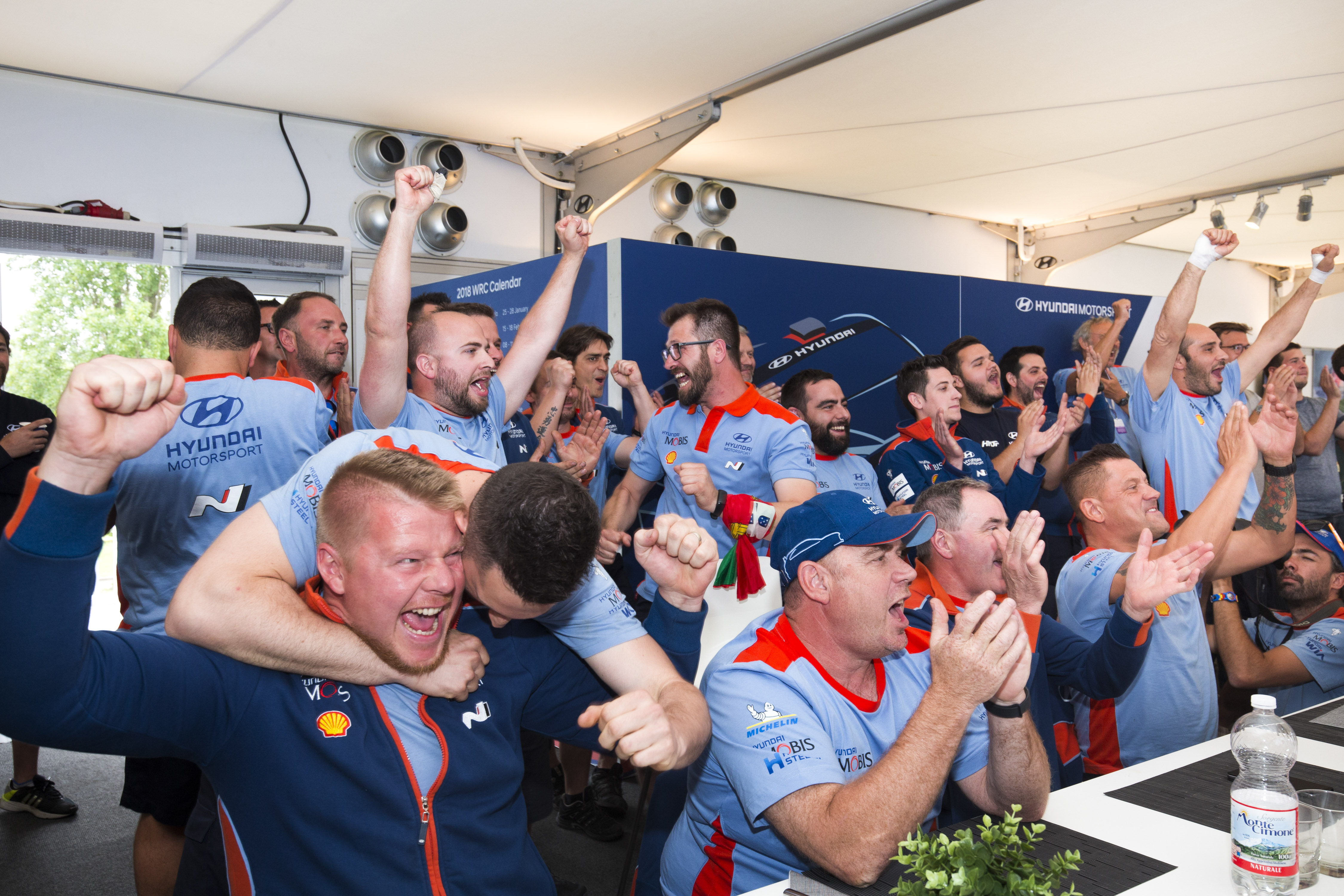
L'équipe Hyundai célébrant la victoire de Thierry Neuville et Nicolas Gilsoul.

| Position           | Position | No. | Pilote                   | Copilote            | Équipe                      | Voiture               | Temps             | Diff.           | Points | Points |
| Pos.               | Cla.     | No. | Pilote                   | Copilote            | Équipe                      | Voiture               | Temps             | Diff.           | Gén.   | SS.    |
| ------------------ | -------- | --- | ------------------------ | ------------------- | --------------------------- | --------------------- | ----------------- | --------------- | ------ | ------ |
| Classement général |          |     |                          |                     |                             |                       |                   |                 |        |        |
| 1                  | 1        | 5   | Thierry Neuville         | Nicolas Gilsoul     | Hyundai Shell Mobis WRT     | Hyundai i20 Coupe WRC | 3 h 49 min 46 s 6 | 0 s0            | 25     | 4      |
| 2                  | 2        | 2   | Elfyn Evans              | Daniel Barritt      | M-Sport Ford WRT            | Ford Fiesta WRC       | 3 h 50 min 26 s 6 | +40 s 0         | 18     | 1      |
| 3                  | 3        | 3   | Teemu Suninen            | Mikko Markkula      | M-Sport Ford WRT            | Ford Fiesta WRC       | 3 h 50 min 33 s 9 | +47 s 3         | 15     | 2      |
| 4                  | 4        | 16  | Dani Sordo               | Carlos del Barrio   | Hyundai Shell Mobis WRT     | Hyundai i20 Coupe WRC | 3 h 50 min 47 s 5 | +1 min 00 s 9   | 12     | 3      |
| 5                  | 5        | 9   | Esapekka Lappi           | Janne Ferm          | Toyota Gazoo Racing WRT     | Toyota Yaris WRC      | 3 h 50 min 51 s 3 | +1 min 04 s 7   | 10     | 5      |
| 6                  | 6        | 12  | Mads Østberg             | Torstein Eriksen    | Citroën Total Abu Dhabi WRT | Citroën C3 WRC        | 3 h 53 min 20 s 1 | +3 min 33 s 5   | 8      | 0      |
| 7                  | 7        | 11  | Craig Breen              | Scott Martin        | Citroën Total Abu Dhabi WRT | Citroën C3 WRC        | 3 h 55 min 09 s 6 | +5 min 23 s 0   | 6      | 0      |
| 8                  | 8        | 31  | Pontus Tidemand          | Jonas Andersson     | Škoda Motorsport            | Škoda Fabia R5 (en)   | 4 h 03 min 57 s 4 | +14 min 10 s 8  | 4      | 0      |
| 9                  | 9        | 37  | Łukasz Pieniążek         | Przemysław Mazur    | Printsport                  | Škoda Fabia R5 (en)   | 4 h 06 min 03 s 9 | +16 min 17 s 3  | 2      | 0      |
| 10                 | 10       | 42  | Stéphane Lefebvre        | Gabin Moreau        | Citroën Total Rallye Team   | Citroën C3 R5         | 4 h 06 min 20 s 9 | +16 min 34 s 3  | 1      | 0      |
| WRC-2              |          |     |                          |                     |                             |                       |                   |                 |        |        |
| 8                  | 1        | 31  | Pontus Tidemand          | Jonas Andersson     | Škoda Motorsport            | Škoda Fabia R5 (en)   | 4 h 03 min 57 s 4 | 0 s 0           | 25     | —      |
| 9                  | 2        | 37  | Łukasz Pieniążek         | Przemysław Mazur    | Printsport                  | Škoda Fabia R5 (en)   | 4 h 06 min 03 s 9 | +2 min 06 s 5   | 18     | —      |
| 10                 | 3        | 42  | Stéphane Lefebvre        | Gabin Moreau        | Citroën Total Rallye Team   | Citroën C3 R5         | 4 h 06 min 20 s 9 | +2 min 23 s 5   | 15     | —      |
| 11                 | 4        | 39  | Pierre-Louis Loubet      | Vincent Landais     | BRC Racing Team             | Hyundai i20 R5        | 4 h 07 min 07 s 9 | +3 min 10 s 5   | 12     | —      |
| 12                 | 5        | 40  | Hiroki Arai              | Glenn MacNeall      | Tommi Mäkinen Racing        | Ford Fiesta R5        | 4 h 09 min 29 s 0 | +5 min 31 s 6   | 10     | —      |
| 13                 | 6        | 43  | Juuso Nordgren           | Tapio Suominen      | Škoda Motorsport            | Škoda Fabia R5 (en)   | 4 h 09 min 38 s 5 | +5 min 41 s 1   | 8      | —      |
| 15                 | 7        | 47  | Beníto Guerra            | Borja Rozada        | Motorsport Italia           | Škoda Fabia R5 (en)   | 4 h 13 min 01 s 9 | +9 min 04 s 5   | 6      | —      |
| 18                 | 8        | 32  | Gus Greensmith           | Craig Parry         | Gus Greensmith              | Ford Fiesta R5        | 4 h 16 min 02 s 0 | +12 min 04 s 6  | 4      | —      |
| 19                 | 9        | 38  | Nil Solans               | Miquel Ibañez Sotos | Nil Solans                  | Ford Fiesta R5        | 4 h 17 min 11 s 1 | +13 min 13 s 7  | 2      | —      |
| 20                 | 10       | 33  | Pedro Heller             | Pablo Olmos         | Pedro Heller                | Ford Fiesta R5        | 4 h 18 min 43 s 0 | +14 min 45 s 6  | 1      | —      |
| WRC-3              |          |     |                          |                     |                             |                       |                   |                 |        |        |
| 21                 | 1        | 61  | Denis Rådström           | Johan Johansson     | Denis Rådström              | Ford Fiesta R2T       | 4 h 26 min 51 s 2 | 0 s 0           | 25     | —      |
| 27                 | 2        | 73  | Enrico Oldrati           | Danilo Fappani      | ACI Team Italia             | Ford Fiesta R2T       | 4 h 41 min 49 s 0 | +14 min 57 s 8  | 18     | —      |
| 28                 | 3        | 71  | Jason Farmer             | David Holder        | Holder Brothers Racing      | Ford Fiesta R2T       | 4 h 44 min 18 s 5 | +17 min 27 s 3  | 15     | —      |
| 32                 | 4        | 70  | Bugra Banaz              | Burak Erdener       | Castrol Ford Team Turkiye   | Ford Fiesta R2T       | 4 h 51 min 49 s 9 | +24 min 58 s 7  | 12     | —      |
| 34                 | 5        | 73  | Emil Bergkvist           | Joakim Sjöberg      | Emil Bergkvist              | Ford Fiesta R2T       | 4 h 54 min 01 s 3 | +27 min 10 s 1  | 10     | —      |
| 35                 | 6        | 68  | Luca Bottarelli          | Manuel Fenoli       | ACI Team Italia             | Ford Fiesta R2T       | 4 h 54 min 34 s 1 | +27 min 42 s 9  | 8      | —      |
| 37                 | 7        | 72  | Tom Williams             | Phil Hall           | Tom Williams                | Ford Fiesta R2T       | 5 h 10 min 33 s 9 | +43 min 42 s 7  | 6      | —      |
| 41                 | 8        | 74  | Umberto Accornero        | Maurizio Barone     | Umberto Accornero           | Ford Fiesta R2T       | 5 h 16 min 45 s 4 | +49 min 54 s 2  | 4      | —      |
| 42                 | 9        | 62  | Jean-Baptiste Franceschi | Romain Courbon      | Équipe de France FFSA Rally | Ford Fiesta R2T       | 5 h 17 min 01 s 6 | +50 min 10 s 4  | 2      | —      |
| 43                 | 10       | 66  | Julius Tannert           | Jürgen Heigl        | ADAC Sachsen                | Ford Fiesta R2T       | 5 h 25 min 43 s 4 | +58 min 52 s 2  | 1      | —      |
| WRC Junior         |          |     |                          |                     |                             |                       |                   |                 |        |        |
| 21                 | 1        | 61  | Denis Rådström           | Johan Johansson     | Denis Rådström              | Ford Fiesta R2T       | 4 h 26 min 51 s 2 | 0 s 0           | 25     | 3      |
| 27                 | 2        | 73  | Enrico Oldrati           | Danilo Fappani      | ACI Team Italia             | Ford Fiesta R2T       | 4 h 41 min 49 s 0 | +14 min 57 s 8  | 18     | 0      |
| 28                 | 3        | 71  | Jason Farmer             | David Holder        | Holder Brothers Racing      | Ford Fiesta R2T       | 4 h 44 min 18 s 5 | +17 min 27 s 3  | 15     | 0      |
| 32                 | 4        | 70  | Bugra Banaz              | Burak Erdener       | Castrol Ford Team Turkiye   | Ford Fiesta R2T       | 4 h 51 min 49 s 9 | +24 min 58 s 7  | 12     | 0      |
| 34                 | 5        | 73  | Emil Bergkvist           | Joakim Sjöberg      | Emil Bergkvist              | Ford Fiesta R2T       | 4 h 54 min 01 s 3 | +27 min 10 s 1  | 10     | 9      |
| 35                 | 6        | 68  | Luca Bottarelli          | Manuel Fenoli       | ACI Team Italia             | Ford Fiesta R2T       | 4 h 54 min 34 s 1 | +27 min 42 s 9  | 8      | 1      |
| 37                 | 7        | 72  | Tom Williams             | Phil Hall           | Tom Williams                | Ford Fiesta R2T       | 5 h 10 min 33 s 9 | +43 min 42 s 7  | 6      | 0      |
| 41                 | 8        | 74  | Umberto Accornero        | Maurizio Barone     | Umberto Accornero           | Ford Fiesta R2T       | 5 h 16 min 45 s 4 | +49 min 54 s 2  | 4      | 0      |
| 42                 | 9        | 62  | Jean-Baptiste Franceschi | Romain Courbon      | Équipe de France FFSA Rally | Ford Fiesta R2T       | 5 h 17 min 01 s 6 | +50 min 10 s 4  | 2      | 0      |
| 43                 | 10       | 66  | Julius Tannert           | Jürgen Heigl        | ADAC Sachsen                | Ford Fiesta R2T       | 5 h 25 min 43 s 4 | +58 min 52 s 2  | 1      | 1      |
| Retiré             | Retiré   | 67  | Ken Torn                 | Kuldar Sikk         | OT Racing                   | Ford Fiesta R2T       | N'a pas terminé   | N'a pas terminé | 0      | 3      |
| Source:            |          |     |                          |                     |                             |                       |                   |                 |        |        |

### Spéciales chronométrées

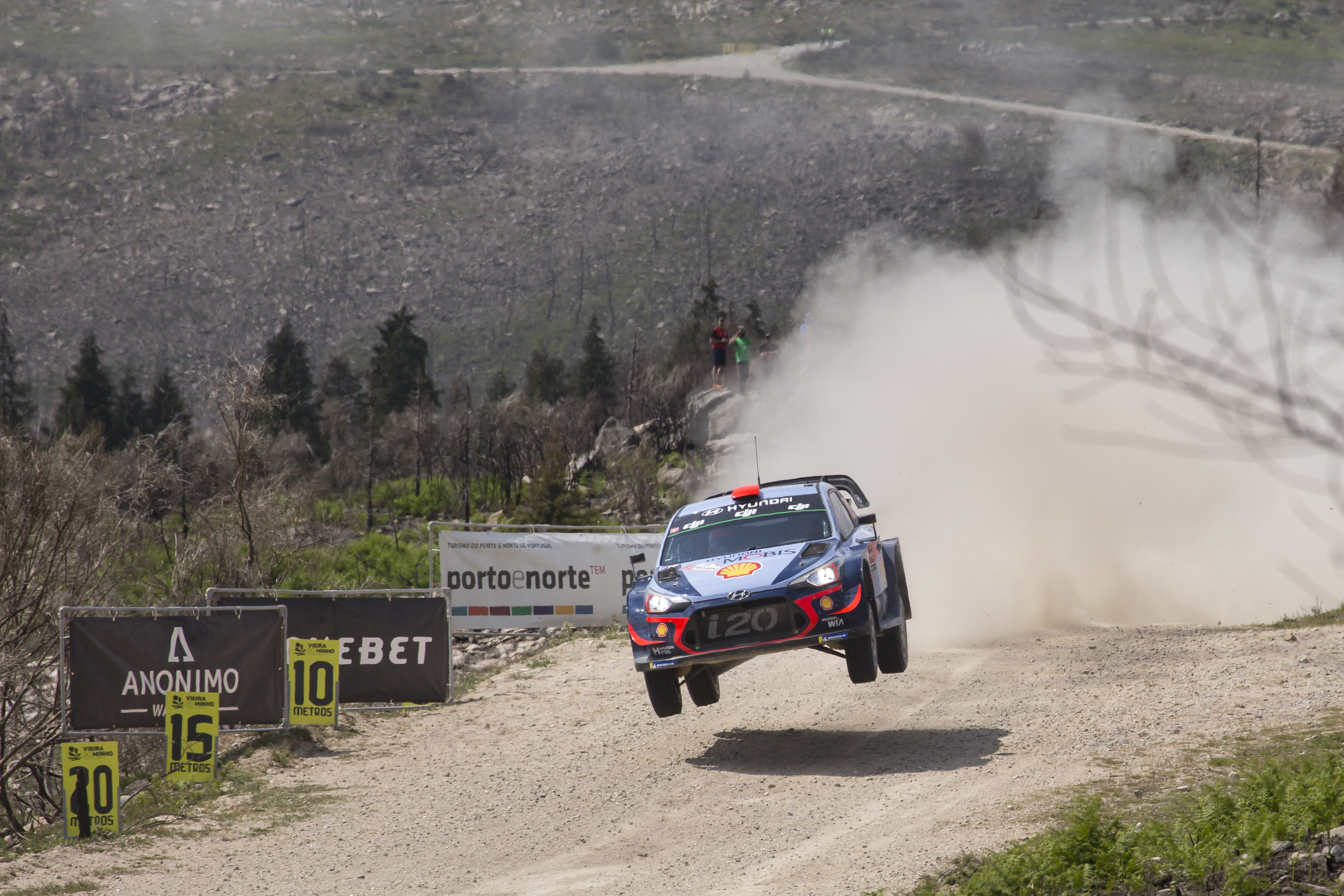
Dani Sordo, ici durant le rallye, a remporté une spéciale.

| WRC                |          |                       |          |                                |                                         |                      |                                |
| Jour               | Spéciale | Nom                   | Longueur | Vainqueur                      | Voiture                                 | Temps                | Meneur                         |
| 17 mai             | —        | Paredes [Shakedown]   | 4,6 km   | Jari-Matti Latvala             | Toyota Yaris WRC                        | 3 min 03 s 5         | NC                             |
| 17 mai             | SS1      | Lousada               | 3,36 km  | Ott Tänak                      | Toyota Yaris WRC                        | 2 min 34 s 3         | Ott Tänak                      |
| 18 mai             | SS2      | Viana do Castelo 1    | 26,73 km | Hayden Paddon                  | Hyundai i20 Coupe WRC                   | 15 min 29 s 3        | Hayden Paddon                  |
| 18 mai             | SS3      | Caminha 1             | 18,11 km | Kris Meeke                     | Citroën C3 WRC                          | 10 min 35 s 1        | Kris Meeke                     |
| 18 mai             | SS4      | Ponte de Lima 1       | 27,54 km | Dani Sordo                     | Hyundai i20 Coupe WRC                   | 19 min 15 s 5        | Dani Sordo                     |
| 18 mai             | SS5      | Viana do Castelo 2    | 26,73 km | Kris Meeke                     | Citroën C3 WRC                          | 15 min 31 s 4        | Kris Meeke                     |
| 18 mai             | SS6      | Caminha 2             | 18,11 km | Thierry Neuville Craig Breen   | Hyundai i20 Coupe WRC Citroën C3 WRC    | 10 min 35 s 5        | Hayden Paddon                  |
| 18 mai             | SS7      | Ponte de Lima 2       | 27,54 km | Thierry Neuville               | Hyundai i20 Coupe WRC                   | 19 min 24 s 7        | Thierry Neuville               |
| 18 mai             | SS8      | Porto Street Stage 1  | 1,85 km  | Thierry Neuville               | Hyundai i20 Coupe WRC                   | 1 min 48 s 7         | Thierry Neuville               |
| 18 mai             | SS9      | Porto Street Stage 2  | 1,85 km  | Thierry Neuville               | Hyundai i20 Coupe WRC                   | 1 min 46 s 8         | Thierry Neuville               |
| 19 mai             | SS10     | Vieira do Minho 1     | 17,38 km | Jari-Matti Latvala             | Toyota Yaris WRC                        | 10 min 52 s 2        | Thierry Neuville               |
| 19 mai             | SS11     | Cabeceiras de Basto 1 | 22,22 km | Elfyn Evans                    | Ford Fiesta WRC                         | 13 min 35 s 0        | Thierry Neuville               |
| 19 mai             | SS12     | Amarante 1            | 37,6 km  | Thierry Neuville               | Hyundai i20 Coupe WRC                   | 24 min 56 s 8        | Thierry Neuville               |
| 19 mai             | SS13     | Vieira do Minho 2     | 17,38 km | Elfyn Evans                    | Ford Fiesta WRC                         | 10 min 48 s 6        | Thierry Neuville               |
| 19 mai             | SS14     | Cabeceiras de Basto 2 | 22,22 km | Jari-Matti Latvala             | Toyota Yaris WRC                        | 13 min 41 s 3        | Thierry Neuville               |
| 19 mai             | SS15     | Amarante 2            | 37,6 km  | Sébastien Ogier                | Ford Fiesta WRC                         | 24 min 47 s 7        | Thierry Neuville               |
| 20 mai             | SS16     | Montim 1              | 8,64 km  | Esapekka Lappi                 | Toyota Yaris WRC                        | 5 min 47 s 4         | Thierry Neuville               |
| 20 mai             | SS17     | Fafe 1                | 11,18 km | Sébastien Ogier                | Ford Fiesta WRC                         | 6 min 40 s 7         | Thierry Neuville               |
| 20 mai             | SS18     | Luílhas               | 11,89 km | Jari-Matti Latvala             | Toyota Yaris WRC                        | 8 min 09 s 2         | Thierry Neuville               |
| 20 mai             | SS19     | Montim 2              | 8,64 km  | Teemu Suninen                  | Ford Fiesta WRC                         | 5 min 41 s 3         | Thierry Neuville               |
| 20 mai             | SS20     | Fafe 2 (Power Stage)  | 11,18 km | Esapekka Lappi                 | Toyota Yaris WRC                        | 6 min 33 s 2         | Thierry Neuville               |
| WRC-2              |          |                       |          |                                |                                         |                      |                                |
| 17 mai             | —        | Paredes [Shakedown]   | 4,6 km   | Pontus Tidemand                | Škoda Fabia R5 (en)                     | 3 min 14 s 5         | NC                             |
| 17 mai             | SS1      | Lousada               | 3,36 km  | Pontus Tidemand Juuso Nordgren | Škoda Fabia R5 (en) Škoda Fabia R5 (en) | 2 min 40 s 5         | Pontus Tidemand Juuso Nordgren |
| 18 mai             | SS2      | Viana do Castelo 1    | 26,73 km | Stéphane Lefebvre              | Citroën C3 R5                           | 16 min 20 s 7        | Stéphane Lefebvre              |
| 18 mai             | SS3      | Caminha 1             | 18,11 km | Gus Greensmith                 | Ford Fiesta R5                          | 11 min 16 s 5        | Stéphane Lefebvre              |
| 18 mai             | SS4      | Ponte de Lima 1       | 27,54 km | Pontus Tidemand                | Škoda Fabia R5 (en)                     | 20 min 07 s 1        | Stéphane Lefebvre              |
| 18 mai             | SS5      | Viana do Castelo 2    | 26,73 km | Pontus Tidemand                | Škoda Fabia R5 (en)                     | 16 min 18 s 0        | Gus Greensmith                 |
| 18 mai             | SS6      | Caminha 2             | 18,11 km | Gus Greensmith                 | Ford Fiesta R5                          | 11 min 13 s 3        | Gus Greensmith                 |
| 18 mai             | SS7      | Ponte de Lima 2       | 27,54 km | Spéciale interrompue           | Spéciale interrompue                    | Spéciale interrompue | Spéciale interrompue           |
| 18 mai             | SS8      | Porto Street Stage 1  | 1,85 km  | Pontus Tidemand                | Škoda Fabia R5 (en)                     | 1 min 53 s 2         | Gus Greensmith                 |
| 18 mai             | SS9      | Porto Street Stage 2  | 1,85 km  | Pontus Tidemand                | Škoda Fabia R5 (en)                     | 1 min 52 s 2         | Gus Greensmith                 |
| 19 mai             | SS10     | Vieira do Minho 1     | 17,38 km | Pontus Tidemand                | Škoda Fabia R5 (en)                     | 11 min 25 s 2        | Stéphane Lefebvre              |
| 19 mai             | SS11     | Cabeceiras de Basto 1 | 22,22 km | Pontus Tidemand                | Škoda Fabia R5 (en)                     | 14 min 12 s 9        | Stéphane Lefebvre              |
| 19 mai             | SS12     | Amarante 1            | 37,6 km  | Pontus Tidemand                | Škoda Fabia R5 (en)                     | 26 min 08 s 9        | Stéphane Lefebvre              |
| 19 mai             | SS13     | Vieira do Minho 2     | 17,38 km | Pontus Tidemand                | Škoda Fabia R5 (en)                     | 11 min 16 s 9        | Stéphane Lefebvre              |
| 19 mai             | SS14     | Cabeceiras de Basto 2 | 22,22 km | Pontus Tidemand                | Škoda Fabia R5 (en)                     | 14 min 09 s 4        | Stéphane Lefebvre              |
| 19 mai             | SS15     | Amarante 2            | 37,6 km  | Pontus Tidemand                | Škoda Fabia R5 (en)                     | 25 min 57 s 0        | Pontus Tidemand                |
| 20 mai             | SS16     | Montim 1              | 8,64 km  | Pontus Tidemand                | Škoda Fabia R5 (en)                     | 6 min 00 s 8         | Pontus Tidemand                |
| 20 mai             | SS17     | Fafe 1                | 11,18 km | Gus Greensmith                 | Ford Fiesta R5                          | 7 min 01 s 9         | Pontus Tidemand                |
| 20 mai             | SS18     | Luílhas               | 11,89 km | Gus Greensmith                 | Ford Fiesta R5                          | 8 min 27 s 5         | Pontus Tidemand                |
| 20 mai             | SS19     | Montim 2              | 8,64 km  | Pontus Tidemand                | Škoda Fabia R5 (en)                     | 5 min 56 s 3         | Pontus Tidemand                |
| 20 mai             | SS20     | Fafe 2                | 11,18 km | Gus Greensmith                 | Ford Fiesta R5                          | 6 min 57 s 6         | Pontus Tidemand                |
| WRC-3 / WRC Junior |          |                       |          |                                |                                         |                      |                                |
| 17 mai             | —        | Paredes [Shakedown]   | 4,6 km   | Emil Bergkvist                 | Ford Fiesta R2T                         | 3 min 41 s 0         | NC                             |
| 17 mai             | SS1      | Lousada               | 3,36 km  | Emil Bergkvist                 | Ford Fiesta R2T                         | 2 min 57 s 4         | Emil Bergkvist                 |
| 18 mai             | SS2      | Viana do Castelo 1    | 26,73 km | Emil Bergkvist                 | Ford Fiesta R2T                         | 18 min 11 s 0        | Emil Bergkvist                 |
| 18 mai             | SS3      | Caminha 1             | 18,11 km | Emil Bergkvist                 | Ford Fiesta R2T                         | 12 min 28 s 0        | Emil Bergkvist                 |
| 18 mai             | SS4      | Ponte de Lima 1       | 27,54 km | Emil Bergkvist                 | Ford Fiesta R2T                         | 22 min 13 s 2        | Emil Bergkvist                 |
| 18 mai             | SS5      | Viana do Castelo 2    | 26,73 km | Emil Bergkvist                 | Ford Fiesta R2T                         | 18 min 07 s 9        | Emil Bergkvist                 |
| 18 mai             | SS6      | Caminha 2             | 18,11 km | Dennis Rådström                | Ford Fiesta R2T                         | 12 min 26 s 3        | Emil Bergkvist                 |
| 18 mai             | SS7      | Ponte de Lima 2       | 27,54 km | Spéciale interrompue           | Spéciale interrompue                    | Spéciale interrompue | Spéciale interrompue           |
| 18 mai             | SS8      | Porto Street Stage 1  | 1,85 km  | Ken Torn Luca Bottarelli       | Ford Fiesta R2T                         | 2 min 06 s 1         | Emil Bergkvist                 |
| 18 mai             | SS9      | Porto Street Stage 2  | 1,85 km  | Ken Torn                       | Ford Fiesta R2T                         | 2 min 03 s 4         | Dennis Rådström                |
| 19 mai             | SS10     | Vieira do Minho 1     | 17,38 km | Emil Bergkvist                 | Ford Fiesta R2T                         | 12 min 36 s 4        | Dennis Rådström                |
| 19 mai             | SS11     | Cabeceiras de Basto 1 | 22,22 km | Emil Bergkvist                 | Ford Fiesta R2T                         | 15 min 46 s 4        | Emil Bergkvist                 |
| 19 mai             | SS12     | Amarante 1            | 37,6 km  | Spéciale interrompue           | Spéciale interrompue                    | Spéciale interrompue | Spéciale interrompue           |
| 19 mai             | SS13     | Vieira do Minho 2     | 17,38 km | Dennis Rådström                | Ford Fiesta R2T                         | 12 min 36 s 7        | Dennis Rådström                |
| 19 mai             | SS14     | Cabeceiras de Basto 2 | 22,22 km | Julius Tannert                 | Ford Fiesta R2T                         | 15 min 47 s 7        | Dennis Rådström                |
| 19 mai             | SS15     | Amarante 2            | 37,60 km | Dennis Rådström                | Ford Fiesta R2T                         | 29 min 16 s 1        | Dennis Rådström                |
| 20 mai             | SS16     | Montim 1              | 8,64 km  | Ken Torn                       | Ford Fiesta R2T                         | 6 min 32 s 0         | Dennis Rådström                |
| 20 mai             | SS17     | Fafe 1                | 11,18 km | Emil Bergkvist                 | Ford Fiesta R2T                         | 7 min 47 s 8         | Dennis Rådström                |
| 20 mai             | SS18     | Luílhas               | 11,89 km | Spéciale interrompue           | Spéciale interrompue                    | Spéciale interrompue | Spéciale interrompue           |
| 20 mai             | SS19     | Montim 2              | 8,64 km  | Emil Bergkvist                 | Ford Fiesta R2T                         | 6 min 32 s 4         | Dennis Rådström                |
| 20 mai             | SS20     | Fafe 2                | 11,18 km | Spéciale interrompue           | Spéciale interrompue                    | Spéciale interrompue | Spéciale interrompue           |

### Super spéciale

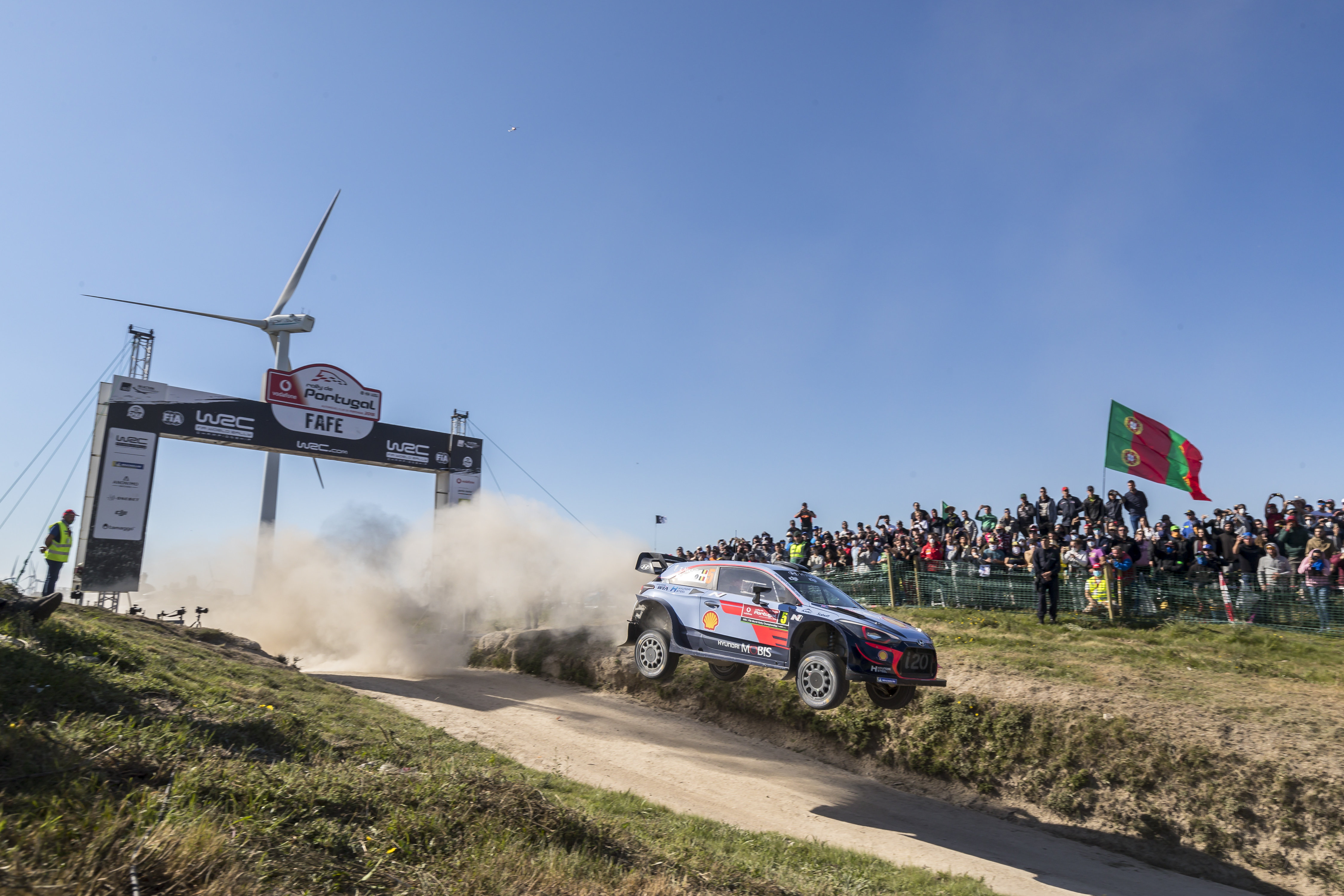
Thierry Neuville, ici lors de son premier passage sur la bosse de Fafe.

La super spéciale est une spéciale de 11,18 km courue à la fin du rallye. Elle est remportée par Esapekka Lappi.
| Pos. | Pilote           | Copilote          | Voiture               | Temps        | Diff.  | Pts. |
| ---- | ---------------- | ----------------- | --------------------- | ------------ | ------ | ---- |
| 1    | Esapekka Lappi   | Janne Ferm        | Toyota Yaris WRC      | 6 min 33 s 2 | 0 s 0  | 5    |
| 2    | Thierry Neuville | Nicolas Gilsoul   | Hyundai i20 Coupe WRC | 6 min 35 s 1 | +1 s 9 | 4    |
| 3    | Dani Sordo       | Carlos del Barrio | Hyundai i20 Coupe WRC | 6 min 35 s 3 | +2 s 1 | 3    |
| 4    | Teemu Suninen    | Mikko Markkula    | Ford Fiesta WRC       | 6 min 36 s 5 | +3 s 3 | 2    |
| 5    | Elfyn Evans      | Daniel Barritt    | Ford Fiesta WRC       | 6 min 37 s 6 | +4 s 4 | 1    |

## Classements aux championnats après l'épreuve
| WRC        |      |                          |        |
|            | Pos. | Pilote                   | Points |
| 1          | 1    | Thierry Neuville         | 119    |
| 1          | 2    | Sébastien Ogier          | 100    |
|            | 3    | Ott Tänak                | 72     |
| 1          | 4    | Dani Sordo               | 60     |
| 2          | 5    | Esapekka Lappi           | 55     |
| WRC-2      |      |                          |        |
|            | Pos. | Pilote                   | Points |
|            | 1    | Pontus Tidemand          | 93     |
|            | 2    | Jan Kopecký              | 50     |
|            | 3    | Gus Greensmith           | 40     |
|            | 4    | Pedro Heller             | 31     |
| 12         | 5    | Łukasz Pieniążek         | 30     |
| WRC-3      |      |                          |        |
|            | Pos. | Pilote                   | Points |
| 1          | 1    | Denis Rådström           | 62     |
| 1          | 2    | Emil Bergkvist           | 43     |
| 2          | 3    | Jean-Baptiste Franceschi | 39     |
|            | 4    | Terry Folb               | 28     |
|            | 5    | Enrico Brazzoli          | 25     |
| WRC Junior |      |                          |        |
|            | Pos. | Pilote                   | Points |
|            | 1    | Denis Rådström           | 74     |
| 1          | 2    | Emil Bergkvist           | 57     |
| 1          | 3    | Jean-Baptiste Franceschi | 47     |
|            | 4    | Terry Folb               | 30     |
| 3          | 5    | Luca Bottarelli          | 20     |

| WRC        |      |                   |        |
|            | Pos. | Copilote          | Points |
| 1          | 1    | Nicolas Gilsoul   | 119    |
| 1          | 2    | Julien Ingrassia  | 100    |
|            | 3    | Martin Järveoja   | 72     |
| 1          | 4    | Carlos del Barrio | 60     |
| 2          | 5    | Janne Ferm        | 55     |
| WRC-2      |      |                   |        |
|            | Pos. | Copilote          | Points |
| 1          | 1    | Jonas Andersson   | 93     |
| 1          | 2    | Pavel Dresler     | 50     |
| 3          | 3    | Craig Parry       | 40     |
| 6          | 4    | Pablo Olmos       | 31     |
| 3          | 5    | Przemysław Mazur  | 31     |
| WRC-3      |      |                   |        |
|            | Pos. | Copilote          | Points |
| 1          | 1    | Johan Johansson   | 62     |
| 1          | 2    | Romain Courbon    | 39     |
|            | 3    | Ola Fløene        | 33     |
|            | 4    | Christopher Guieu | 28     |
|            | 5    | Luca Beltrame     | 25     |
| WRC Junior |      |                   |        |
|            | Pos. | Pilote            | Points |
|            | 1    | Johan Johansson   | 74     |
|            | 2    | Romain Courbon    | 57     |
|            | 3    | Ola Fløene        | 37     |
|            | 4    | Christopher Guieu | 30     |
| 3          | 5    | Luca Beltrame     | 25     |

| WRC   |      |                             |        |
|       | Pos. | Constructeur                | Points |
|       | 1    | Hyundai Shell Mobis WRT     | 175    |
|       | 2    | M-Sport Ford WRT            | 162    |
|       | 3    | Toyota Gazoo Racing WRT     | 140    |
|       | 4    | Citroën Total Abu Dhabi WRT | 111    |
| WRC-2 |      |                             |        |
|       | Pos. | Équipe                      | Points |
|       | 1    | Škoda Motorsport            | 93     |
|       | 2    | Škoda Motorsport II         | 50     |
|       | 3    | Tommi Mäkinen Racing        | 45     |
| 1     | 4    | Printsport                  | 43     |
| 1     | 5    | Hyundai Motorsport          | 34     |
| WRC-3 |      |                             |        |
|       | Pos. | Équipe                      | Points |
| 2     | 1    | ACI Team Italia             | 58     |
|       | 2    | ADAC Sachsen                | 47     |
| 2     | 3    | OT Racing                   | 37     |
| 1     | 4    | Castrol Ford Team Turkiye   | 30     |
| 1     | 5    | Holder Brother Racing       | 28     |